# Acanthosicyos horridus
Acanthosicyos horridus és una mena de meló que és endèmic de Namíbia; el seu nom comú a Namíbia és naras o nara.
Aquesta planta no té fulles i les tiges modificades i les seves espines fan la fotosíntesi.
Les seves llavors són comestibles en època de fam.
El seu fruit és estacionalment un aliment essencial per a l'ètnia Topnaar. L'ortòpter tetigònid Acanthoproctus diadematus s'alimenta d'aquesta planta de forma nocturna.